# Trasy turystyczne Bydgoszczy i okolic

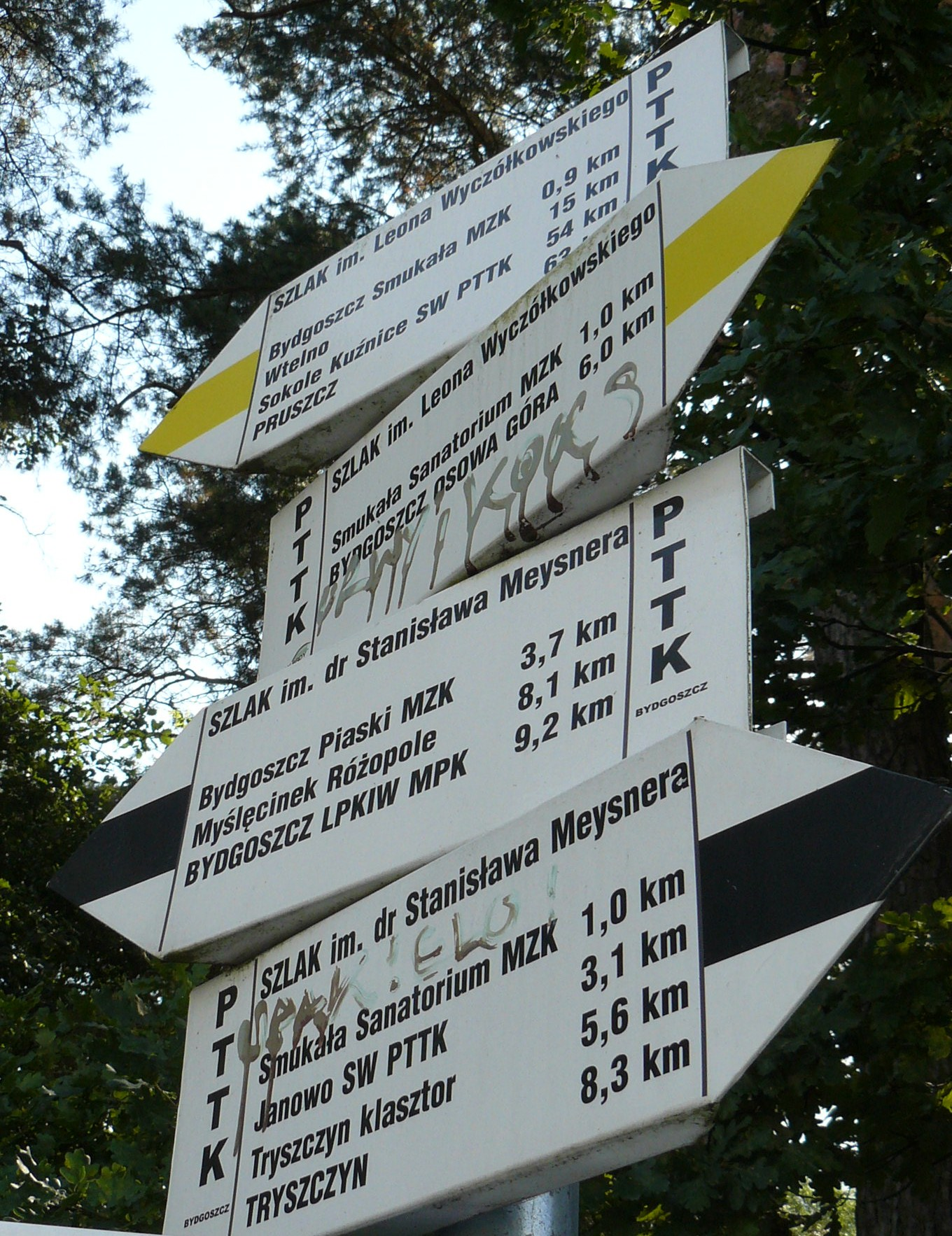
Szlaki turystyczne okolic Bydgoszczy

Atrakcyjność krajobrazowo-przyrodnicza wynikająca z położenia geograficznego oraz zalesienie okolic Bydgoszczy sprawia, że na obszarze podmiejskim i w okolicach miasta wytyczono kilkadziesiąt znakowanych szlaków turystycznych, pieszych i rowerowych.
Piesze szlaki turystyczne w okolicach Bydgoszczy można podzielić na trzy grupy, odpowiadające geograficznemu położeniu, którego kluczem są dorzecza Brdy, Wisły i Noteci. Podział taki został pierwszy raz zastosowany w 1999 r. w przewodniku Włodzimierza Bykowskiego „Weekend w drodze” i przyjął się od tego czasu:
- Szlaki Brdy
- Szlaki Wisły
- Szlaki Noteci

Innym sposobem poznawania okolic Bydgoszczy jest pływanie szlakami kajakowymi, do których należą ww. rzeki oraz ich dopływy, np. spływy kajakowe Brdą, którą w latach młodości pływał Karol Wojtyła, późniejszy papież Jan Paweł II.
Położenie dużej części miasta, szczególnie centrum nad Brdą sprawia, że Bydgoszcz posiada wiele atrakcji turystycznych. Jedną z nich jest tramwaj wodny – statek regularnie kursujący niczym każdy inny środek komunikacji masowej w mieście.

## Szlaki piesze
Wymienione niżej szlaki zostały pogrupowane według położenia w dorzeczach Brdy, Wisły i Noteci. W okolicach Bydgoszczy pieczę nad pieszymi szlakami turystycznymi sprawują oddziały PTTK: Regionalny „Szlak Brdy”, Miejski w Bydgoszczy, „Puszczański” w Solcu Kujawskim, Miejski w Inowrocławiu, „Pałucki” w Żninie, Miejski w Toruniu.

### Szlaki Brdy
Szlaki dorzecza Brdy biegną na północ od Bydgoszczy głównie terenami leśnymi.
Dzielą się na dwa rodzaje: szlaki najbliższych okolic Bydgoszczy oraz szlaki krajobrazowe okolic Zalewu Koronowskiego.
|                             | Nazwa szlaku                                  | Trasa szlaku | Uwagi |
| --------------------------- | --------------------------------------------- | --- | --- |
| szlak turystyczny żółty     | Szlak żółty im. Leona Wyczółkowskiego         | Bydgoszcz Osowa Góra – sanatorium w Smukale – Smukała – Janowo – Wtelno – Gościeradz – Samociążek – Wilcze Gardło – Nowy Jasiniec – Wymysłowo – Wielonek – Sokole Kuźnica – Pruszcz (69 km)                                                 | Szlak m.in. obiegający po północnej stronie zakole Brdy w Janowie, biegnący wzdłuż wschodniej części Zalewu Koronowskiego, pejzaże, rzeźba terenu.                  |
| szlak turystyczny żółty     | Szlak żółty im. inż. Tadeusza Janickiego      | Bydgoszcz Brdyujście – Zamczysko – Osielsko (9 km) | Prowadzi przez tereny Lasu Gdańskiego i wzgórza koło Czarnówka znajdujące się w granicach Zespołu Parków Krajobrazowych Chełmińskiego i Nadwiślańskiego.            |
| szlak turystyczny czerwony  | Szlak czerwony Klubu Turystów Pieszych „Talk” | Bydgoszcz Fordon – Osielsko – Bydgoszcz Opławiec – Gościeradz (32 km) | Prowadzi przez znajdujące się w granicach Zespołu Parków Krajobrazowych wzgórza fordońskie i przylegające do nich lasy koło Osielska, dalej wkracza do doliny Brdy. |
| szlak turystyczny czerwony  | Szlak czerwony im. Jeremiego Przybory         | Bydgoszcz Fordon – Zamczysko – Myślęcinek (14,4 km) | Prowadzi z Fordonu do Myślęcinka przez Wzgórza Fordońskie, Las Gdański i Zamczysko.                                                                                 |
| szlak turystyczny zielony   | Szlak zielony „Jezior Koronowskich”           | Wudzyn – prom Sokole-Kuźnica – Krówka – Łąsko Wielkie – Buszkowo – Byszewo – Koronowo – Samociążek – Stronno (77 km) | Prezentuje walory okolic Zalewu Koronowskiego – bukowe i sosnowe lasy, leśne ostępy, przyjeziorne nadbrzeża, sakralne zabytki.                                      |
| szlak turystyczny zielony   | Szlak zielony im. inż. Pawła Ciesielczuka     | Osielsko – Niemcz – most na Brdzie – Bydgoszcz Opławiec (14 km) | Przebiega przez tereny leśne na północ od Bydgoszczy, następnie przekracza głęboką dolinę Brdy.                                                                     |
| szlak turystyczny niebieski | Szlak niebieski „Brdy”                        | Bydgoszcz Brdyujście – Leśny Park Kultury i Wypoczynku – Smukała – Janowo – Samociążek – Koronowo – Romanowo – Sokole Kuźnica – Zamrzenica – Świt – Tuchola (Rudzki Most) – Gołąbek – Woziwoda – Rytel – Swornegacie – Konarzyny (161,8 km) | Szlak prezentujący walory krajobrazowe doliny Brdy i Borów Tucholskich. W okolicach Bydgoszczy na uwagę zasługuje m.in. odcinek w zakolu Brdy w bydgoskim Janowie.  |
| szlak turystyczny czarny    | Szlak czarny im. dra Stanisława Meysnera      | Leśny Park Kultury i Wypoczynku – Piaski – kładka na Brdzie – sanatorium w Smukale – Tryszczyn (16 km) | Przebiega przez las jachcicki, następnie doliną Brdy. |
| szlak turystyczny czarny    | Szlak czarny „Białego węgla”                  | Maksymilianowo – Samociążek – Koronowo (Tuszyny) – Koronowo (Pieczyska) – Koronowo (30 km) | Szlak prezentujący walory krajobrazowe okolic Koronowa. Przebiega wzdłuż zalewów i elektrowni wodnych na Brdzie.                                                    |
| szlak turystyczny czarny    | Szlak „Zamkowy”                               | Serock – Nowy Jasiniec (6 km) | Prezentuje okolice Serocka przy ruinach zamku krzyżackiego w Nowym Jasińcu.                                                                                         |

### Szlaki Wisły
Szlaki obejmują cztery krainy: Dolinę Dolnej Wisły, dorzecze dolnej Wdy, zachodnią część Pojezierza Chełmińskiego i północne krańce Puszczy Bydgoskiej.
|                             | Nazwa szlaku                                                    | Trasa szlaku | Uwagi |
| --------------------------- | --------------------------------------------------------------- | --- | --- |
|                             | Szlak im. Jerzego Szafkowskiego                                 | Stacja PKP Przyłubie - Puszcza Bydgoska - Kamień pamięci Jerzego Szafkowskiego - Nadleśnictwo Solec Kujawski                                                                       | 13.09.2014 "Na stacji PKP w Przyłubiu nastąpiło otwarcie nowego szlaku w Puszczy Bydgoskiej. Szlak im. Jerzego Szafkowkiego powstał z naszej inicjatywy, bowiem patron był przyjacielem naszego Klubu i w ten sposób zapragnęliśmy zachować pamięć o tym zasłużonym dla Puszczy Bydgoskiej i turystyki Leśniku. Wykonanie szlaku zostało sfinansowane przez Nadleśnictwo Solec Kujawski. W obecności Pani Burmistrz Solca Kujawskiego, przedstawicieli Nadleśnictwa Solec Kujawski i Nadleśnictwa Cierpiszewo oraz licznie zgromadzonych turystów, Pani Danuta Szafkowska wraz z Nadleśniczym Jakubem Siedleckim dokonali odsłonięcia pierwszego znaku szlaku, po czym nastąpił wymarsz na trasę rajdu. Uczestnicy powędrowali leśnymi ostępami do Solca Kujawskiego. Po drodze zatrzymali się przy kamieniu upamiętniającym Jerzego Szafkowskiego.” (http://horyzont.solec.pttk.pl/) |
| szlak turystyczny żółty     | Szlak żółty „Rezerwatów Chełmińskich”                           | Bydgoszcz Fordon – most przez Wisłę – rezerwat „Wielka Kępa Ostromecka” – Ostromecko – Reptowo – Gzin – Unisław – Płutowo – Starogród – Kałdus – Chełmno (48 km)                   | Szlak przebiega przez rezerwaty przyrody południowej części Doliny Dolnej Wisły. |
| szlak turystyczny żółty     | Szlak żółty „Puszczański”                                       | Bydgoszcz Lęgnowo – Żółwin – Siedmiogóry – Wypaleniska – Szwedzka Góra – Chrośna – Dąbrowa Mała – Osiek Wielki – Glinno Wielkie – Gniewkowo (44 km)                                | Szlak prezentujący walory krajobrazowe Puszczy Bydgoskiej, opodal wiślanej doliny. |
| szlak turystyczny żółty     | Szlak im. Fryderyka Chopina                                     | Świecie – Kozłowo – Terespol Pomorski (8 km) | Szlak łączący Świecie nad Wisłą ze stacją kolejową w Terespolu Pomorskim. |
| szlak turystyczny czerwony  | Szlak czerwony „Martyrologii Solecczan”                         | Szlak po Solcu Kujawskim (9 km) | Szlak, który prowadzi miejscami pamięci narodowej z okresu II wojny światowej w Solcu Kujawskim |
| szlak turystyczny czerwony  | Szlak czerwony „Zamków i Martyrologii”                          | Chełmno – Małe Czyste – Papowo Biskupie (zamek) – Kornatowo (16 km) | Szlak prezentujący uroki Pojezierza Chełmińskiego – krainy położonej na wschód od Bydgoszczy. |
| szlak turystyczny czerwony  | Szlak czerwony „Zielonej Strugi”                                | Przyłubie – Rojewo (39 km) | Szlak wiodący terenami Puszczy Bydgoskiej, stromymi nadwiślańskimi skarpami, pagórami wydmowymi i borami. |
| szlak turystyczny zielony   | Szlak zielony „Nadwiślański”                                    | Bydgoszcz Osiedle Leśne – Zamczysko – Strzelce Górne – Gądecz – Trzęsacz – Kozielec – Topolno – Świecie (55 km)                                                                    | Trasa prowadzi południową częścią Parku Krajobrazowego Doliny Dolnej Wisły. |
| szlak turystyczny zielony   | Szlak zielony im. Tadeusza Dolczewskiego                        | Solec Kujawski – centrum radiowo-nadawcze w Kabacie (Puszcza Bydgoska) – przystanek autobusowy przy cmentarzu menonicko-ewangelicki w Przyłubiu (15 km)                            | Szlak, który prezentuje walory krajobrazowe Puszczy Bydgoskiej koło Solca Kujawskiego, a także dwie anteny nadawcze |
| szlak turystyczny zielony   | Szlak zielony „Starego Chełmna”                                 | Chełmno (Rynek) – Jez. Starogrodzkie – Starogród – Kałdus – Chełmno (dworzec autobusowy) (17 km)                                                                                   | Szlak bogaty w walory krajobrazowe oraz widoki na dolinę Wisły i Chełmno |
| szlak turystyczny niebieski | Szlak niebieski im. dra Władysława Łęgi                         | Terespol – Laskowice (22 km) | Szlak wiodący wokół dorzecza dolnej Wdy. |
| szlak turystyczny niebieski | Szlak „Zamkowy”                                                 | Świecie – Chełmno (9 km) | Szlak, którego trasa prowadzi od ruin zamku krzyżackiego w Świeciu do Rynku w Chełmnie. |
| szlak turystyczny niebieski | Szlak niebieski im. Mariana Przybylskiego                       | Przyłubie (przystanek PKP) – Radiowe Centrum Nadawcze Polskiego Radia (Puszcza Bydgoska) – Szwedzka Góra - Łąki Studzienieckie – Chrośna (skrzyżowanie ze szlakiem „Puszczańskim”) | Szlak prezentuje walory krajobrazowe Puszczy Bydgoskiej w Okolicach Przyłubia i Chrośnej. |
| szlak turystyczny czarny    | Szlak im. prof Krystyny Wyrostkiewicz (dawniej „Orlich Gniazd”) | Ostromecko – Kamieniec – Ostromecko (18 km) | Szlak biegnie wiślanym zakolem opodal Bydgoszczy. |
| szlak turystyczny czarny    | Szlak czarny „Na Diabelce”                                      | Świecie – Sartowice (11 km) | Krótki szlak prowadzący granicą stromych wiślanych osuwisk zwanych Diabelcami lub Czarcimi Górami. |
| szlak turystyczny czarny    | Szlak czarny w Unisławiu                                        | Szlak na krawędzi zboczowej Doliny Dolnej Wisły do punktu widokowego (2 km) | Prowadzi wzdłuż stromych zboczy w Unisławiu. |
| szlak turystyczny czarny    | Szlak czarny „Panoramy Chełmna”                                 | Trasa biegnie po pagórkowatej rzeźbie okolic Chełmna (8 km) | Szlak, którego trasa prowadzi południowymi rubieżami Chełmna |
| szlak turystyczny czarny    | Szlak czarny martyrologii w okolicach Płutowa                   | Szlak w okolicach mogiły ofiar II wojny światowej (2 km) | Szlak, którego trasa wiedzie od mogiły nieznanego żołnierza w północnej części Płutowa do zbiorowej mogiły osób pomordowanych w okresie II wojny światowej w lesie na południe od miejscowości |

### Szlaki Noteci
Szlaki prowadzą dorzeczem Noteci, obejmując część etnicznych terenów Kujaw i Pałuk, przez Bydgoskie Łąki Nadnoteckie oraz Puszczą Bydgoską, krzyżując się w okolicy Jeziora Jezuickiego.
|                             | Nazwa szlaku                                             | Trasa szlaku | Uwagi |
| --------------------------- | -------------------------------------------------------- | --- | --- |
| szlak turystyczny żółty     | Szlak żółty im. Leszka Białego                           | Biskupin – Gąsawka - Niestronno (22 km) | Szlak wiodący przez tereny Pałuk Żnińskich. |
| szlak turystyczny żółty     | Szlak żółty „Nadnotecki”                                 | Bydgoszcz Prądy – Lisi Ogon – Głęboczek – Tur - Potulice – Nakło - Lubaszcz – Samostrzel – Osiek nad Notecią – Białośliwie – Piła Kalina (100 km)                                      | Szlak prowadzi wzdłuż doliny Noteci. Trasa przebiega przez otaczające Noteć łąki i lasy. W okolicach Osieka przecina wzniesienia moreny czołowej.                      |
| szlak turystyczny żółty     | Szlak żółty w okolicach Brzozy                           | Szlak łączący szlaki przebiegające przez Puszczę Bydgoską ze szlakiem „Pałuckim” w Brzozie (2 km)                                                                                      | Szlak o charakterze pomocniczym. |
| szlak turystyczny czerwony  | Szlak czerwony „Powstania Kościuszkowskiego na Kujawach” | Bydgoszcz Błonie – las „szubiński” – Trzciniec – Zielonka – Bydgoskie Łąki Nadnoteckie – Kanał Notecki – śluza Dębinek – Noteć – Władysławowo – Pszczółczyn – Kąpie – Łabiszyn (21 km) | Prowadzi trasą przemarszu wojsk powstańczych gen. Henryka Dąbrowskiego w 1794 r. Szlak przebiega przez tereny Łąk Nadnoteckich i sosnowym borem w okolicach Łabiszyna. |
| szlak turystyczny czerwony  | Szlak czerwony „Piastowski”                              | Żnin – Biskupin – Recz (24 km) | Szlak prowadzący agrarnymi terenami przy polodowcowych jeziorach Pojezierza Żnińskiego.                                                                                |
| szlak turystyczny czerwony  | Szlak czerwony „Wolnościowy”                             | Bydgoszcz Stare Miasto – Wzgórze Dąbrowskiego – Glinki – lasy bielickie – Emilianowo – Piecki – Prądocin - Dobromierz – Nowa Wieś Wielka (27 km)                                       | Szlak turystyczny po Puszczy Bydgoskiej prowadzący koło Jeziora Jezuickiego.                                                                                           |
| szlak turystyczny czerwony  | Szlak czerwony „Umocnień Przedmościa Bydgoskiego”        | Zielonczyn – Kruszyn – Osówiec (9 km) | Szlak przebiegający wzdłuż linii umocnień wojskowych z okresu II wojny światowej.                                                                                      |
| szlak turystyczny zielony   | Szlak zielony im. red. Wojciecha Rzeźniackiego)          | Bydgoszcz Błonie – las „szubiński” – Murowaniec – most na kanale – Zamość – Głęboczek – Żurczyn (21 km)                                                                                | Szlak prowadzący po lasach na południowy zachód od Bydgoszczy. |
| szlak turystyczny zielony   | Szlak zielony „Relaks”                                   | Bydgoszcz dworzec PKS – kładka na Brdzie – Wzgórze Wolności – lasy bielickie – Piecki – Chmielniki przystanek PKP (16 km)                                                              | Szlak turystyczny po Puszczy Bydgoskiej prowadzący nad Jezioro Jezuickie.                                                                                              |
| szlak turystyczny niebieski | Szlak niebieski im. płk. Ignacego Mielżyńskiego          | Rynarzewo – Szubin (12 km) | Szlak uzupełniający czarny szlak Powstania Wielkopolskiego. Prowadzi agrarnymi terenami w okolicy Szubina.                                                             |
| szlak turystyczny niebieski | Szlak niebieski „Pałucki”                                | Brzoza – Łabiszyn – pałac w Lubostroniu – Chomiąża Szlachecka - Gąsawa (66 km) | Szlak Krajoznawczy wiodący wzdłuż rynnowych jezior w okolicach Chomiąży Szlacheckiej i Gąsawy na Pałukach Żnińskich.                                                   |
| szlak turystyczny czarny    | Szlak czarny „Komputerków”                               | Bydgoszcz Wyżyny – lasy bielickie – Stryszek – Piecki – Prądocin – Wypaleniska – Solec Kujawski (31 km)                                                                                | Szlak prowadzi przez pagórkowate tereny Puszczy Bydgoskiej, zahaczając o Jezioro Jezuickie.                                                                            |
| szlak turystyczny czarny    | Szlak czarny „Powstania Wielkopolskiego”                 | Bydgoszcz Prądy – Lisi Ogon – Drzewce – Murowaniec – most przez kanał – Zamość – Rynarzewo (13 km)                                                                                     | Szlak krajoznawczy, biegnący przy Kanale Noteckim. |

### Znakowane ścieżki spacerowe wokół Bydgoszczy
Wytyczono dwa okrężne szlaki wokół Smukały, które dostosowane są do regulaminu imprez IVV (niem. Internationaler Volkssportverband). Oznakowane kwadratami z przylegających podstawami trójkątów białego i kolorowego (niebieskiego lub czerwonego).
1. Szlak niebieski 10 km
2. Szlak czerwony 18 km

## Szlaki rowerowe
|                          | Nazwa szlaku                                  | Trasa szlaku | Uwagi |
| ------------------------ | --------------------------------------------- | --- | --- |
|                          | Międzynarodowa Trasa Rowerowa R-1             | Na odcinku podbydgoskim przebiega na trasie: Salno – Wtelno – Bydgoszcz Janowo – Bożenkowo – Samociążek – Koronowo – Serock – Gruczno – Świecie – Wielkie Łunawy – Grudziądz                   | Najdłuższy szlak rowerowy w Europie z Calais we Francji do Petersburga w Rosji. |
| szlak rowerowy zielony   | Szlak rowerowy dookoła Doliny Fordońskiej     | Bydgoszcz Osiedla Leśne – Las Gdański – Nowy Fordon – Topolno – Gruczno – Głogówko Królewskie – Chełmno – Ostromecko – Stary Fordon (89 km)                                                    | Szlak wytyczony 2000/2001 r. przez Bydgoskie Towarzystwo Cyklistów. Trasa szlaku wiedzie widokowymi drogami w południowej części Doliny Dolnej Wisły. |
| szlak rowerowy niebieski | Rowerowy Szlak Przyjaźni Bydgoszcz – Toruń    | Bydgoszcz Dworzec Gł. PKP – Bydgoszcz Fordon – Ostromecko – Wałdowo Królewskie – Wolumin – Skłudzewo – Zławieś Wielka – Zarośle Cienkie – Cegielnik – Rozgarty – Toruń Plac Rapackiego (57 km) | Wytyczony w 2003 r. Trasa szlaku prowadzi lasami i polami na granicy Pojezierza Chełmińskiego i Kotliny Toruńskiej. |
| szlak rowerowy niebieski | Szlak Rowerowy BY 6001n                       | Bydgoszcz-Leśna - Las Gdański - Piaski - Smukała - Janowo – Świekatowo – Bysławek – Tuchola – Woziwoda – Rytel - Mylof - Swornegacie - Chojnice (167 km)                                       | Wytyczony na początku lat 90. XX wieku przez Regionalny Oddział PTTK „Szlak Brdy”. Trasa prowadzi okolicami rzeki Brdy przez kompleks leśny Borów Tucholskich. |
| szlak rowerowy niebieski | Szlak rowerowy „Świadkowie Historii”          | Solec Kujawski (dworzec PKP) – Krzyż Powstańców Wielkopolskich - Szwedzkia Góra - Łąki Studzienieckie - Leszyce - osiedle Rudy – Solec Kujawski (40 km)                                        | Szlak wytyczony Oddział „Puszczański” PTTK w Solcu Kujawskim. Prowadzi terenami Puszczy Bydgoskiej. Przy opisywaniu szlaku wykorzystano opracowanie Pana Jerzego Szafkowskiego (Jerzy Szafkowski - leśnik, Inżynier Nadzoru w Nadleśnictwie Solec Kujawski) – praca wyróżniona przez Wojewodę Kujawsko-Pomorskiego Józefa Rogackiego w konkursie „Cudze chwalicie...” w 2000 r. |
| szlak rowerowy czarny    | Szlak rowerowy czarny po Dolinie Dolnej Wisły | Cierpice – Solec Kujawski – Bydgoszcz – Świecie – Nowe – Gniew – Tczew – Kwidzyn – Grudziądz – Chełmno – Ostromecko – Zamek Bierzgłowski (447 km)                                              | Wytyczony w 2001 r., a odnowiony w 2006 r. przez TPDW w Grucznie, prezentuje walory krajobrazowe doliny największej polskiej rzeki od Kotliny Toruńskiej, aż po deltę. |

### Miejskie szlaki rowerowe
W Bydgoszczy sieć szlaków rowerowych jest raczej słabo rozwinięta. Łączna długość tras to 36 km (2003).
I. Nad Starym Kanałem Bydgoskim,
II. W rejonie osiedla Piaski,
III. W rejonie Leśnego Parku Kultury i Wypoczynku,
IV. Wzdłuż trasy „W-Z”,
V. Nad Brdą i wzdłuż ul. Toruńskiej,
VI. U podnóża Zbocza Fordońskiego.

## Turystyka wodna
W pobliżu Bydgoszczy znajduje się wiele szlaków kajakowych. Na terenie miasta znajduje się stanica wodna PTTK z ośrodkiem domków turystycznych. Można wypożyczyć kajaki i dokonać spływu Brdą.
Wykorzystując Bydgoski Węzeł Wodny można dopłynąć do jezior pałuckich lub Gopła lub też Notecią na zachód aż do Odry.

### Bydgoski Tramwaj wodny

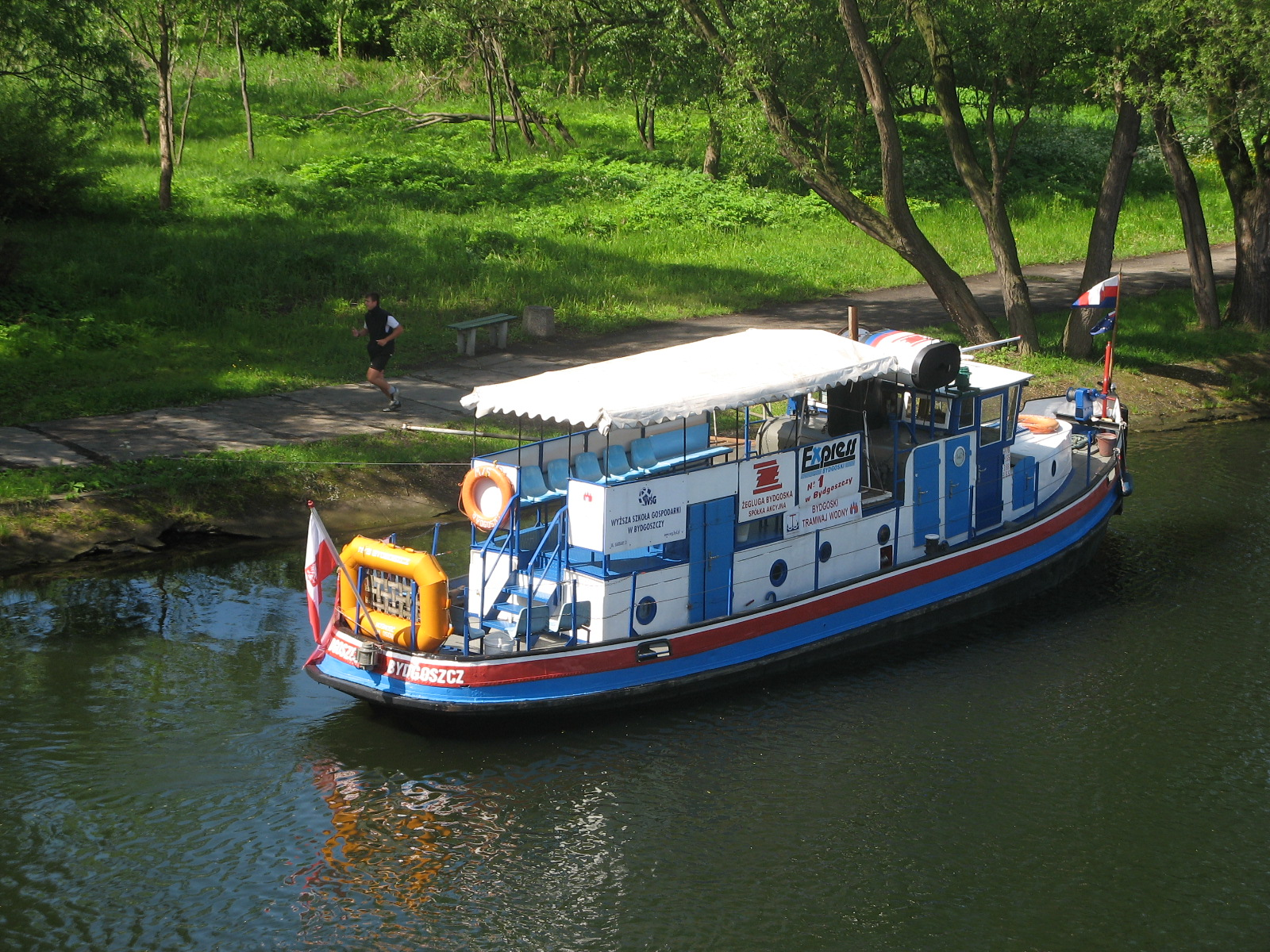
Bydgoski Tramwaj Wodny przycumowany przy Przystanku TESCO

Od kwietnia do października kursuje tramwaj wodny. Rzeka Brda przepływa przez centrum miasta i starówkę. Wiele arterii komunikacyjnych przebiega wzdłuż rzeki. Umożliwia to wykorzystanie drogi wodnej jako naturalnego traktu, na którym może kursować środek transportu miejskiego.
W sezonie kursuje co godzinę niewielki statek o cenie biletu niższej, niż komunikacji autobusowej. Turystyka łączy się w tym przypadku ze względami użytkowymi.
Więcej:
- Bydgoski Tramwaj Wodny

### Szlaki kajakowe
- BRDA

Dostępna dla kajaków na długości 233 km, przebiega przez liczne jeziora Pojezierza Pomorskiego, Bory Tucholskie, Zalew Koronowski, Bydgoszcz, ujście do Wisły.
W latach 60. spływał Brdą Karol Wojtyła. Przy rzece znajduje się infrastruktura turystyczna m.in. 5 stanic wodnych PTTK i liczne ośrodki wypoczynkowe. Występuje tu urozmaicony, kręty bieg rzeki, lasy, jeziora, pierwotna przyroda i liczne boczne szlaki.
Płynąc cicho przez leśne ostępy można natknąć się na schodzące do wodopoju jelenie, sarny i dzik lub dostrzec czarne bociany. Atrakcją środkowego biegu Brdy są przede wszystkim jeziora charakteryzujące się czystą wodą i urozmaiconymi, przeważnie zalesionymi brzegami. Nad piaszczystymi, łatwo dostępnymi brzegami rozlokowały się liczne ośrodki wypoczynkowe. Na terenie Borów Tucholskich, znajduje się zapora w Mylofie, kierująca część wód rzeki do Wielkiego Kanału Brdy, imponującej budowli hydrotechnicznej z połowy XIX wieku. Kanał ten, poprowadzony jest równolegle do Brdy, miejscami po akweduktach, ponad kilkoma jej dopływami.
W okolicy Tucholi Brda tworzy przełom z licznymi bystrzami zwany Piekłem, stanowiący rezerwat przyrody. Szlak kończy Jezioro Koronowskie o urozmaiconej linii brzegowej, z licznymi, głębokimi zatokami, otoczone niemal ze wszystkich stron lasami. Poniżej Zalewu Koronowskiego na Brdzie wybudowano kilka zapór i elektrowni wodnych.
Zbiornikami wyrównawczymi dla elektrowni są dwa mniejsze sztuczne zbiorniki, jezioro Tryszczyn i jezioro Smukała. Zapora w Smukale, zbudowana w 1951 roku po zniszczeniu poprzedniej w czasie wojny, leży już w granicach administracyjnych Bydgoszczy.
- KANAŁ BYDGOSKI

Szlak długości 25 km, od Brdy do ujścia Noteci, 6 śluz, zbudowany w 1774 r.
- NOTEĆ

Szlak długości 280 km, rzeka nizinna na terenie Kujaw i Wielkopolski, największy dopływ Warty. W górnym biegu rozdziela się na 2 ramiona: Noteć Wschodnią i Zachodnią, które łączą się w jez. Pakoskim. Spływ jest atrakcyjny w górnym odcinku.
- KANAŁ NOTECKI

Szlak długości 25 km, dostępny dla kajaków i statków, zbudowany w XIX w., łączy Noteć z Kanałem Bydgoskim.
- GĄSAWKA

Szlak długości 53 km, łatwy, miejsce rozpoczęcia spływu w Żninie lub Biskupinie, zakończenie w ujściu do Noteci.
- ŁOBŻONKA

Szlak długości 28 km, łatwy, urozmaicony licznymi zakolami. Szlak zaczyna się w Łobżenicy, wiedzie wąską doliną o stromych brzegach, kończy się w ujściu do Noteci.
- Trasa kajakarstwa górskiego

W centrum Bydgoszczy, ok. 200-300 metrów od Ratusza znajduje się tor kajakarstwa górskiego.